# Reel Music
Reel Music är ett samlingsalbum av The Beatles med låtar från deras filmer. Det släpptes i USA 22 mars 1982 och i Storbritannien 29 mars samma år. Några låtar på albumet var i stereoformat.
Albumet släpptes tillsammans med singeln "The Beatles Movie Medley" som innehåller låten "I'm Happy Just to Dance With You" som B-sida och A-sidan var ett medley av låtarna "Magical Mystery Tour", "All You Need Is Love", "You've Got to Hide Your Love Away", "I Should Have Known Better", "A Hard Day's Night", "Ticket to Ride" och "Get Back".

## Låtlista
Alla låtar är skrivna Lennon/McCartney.
Sida 1
1. "A Hard Day's Night"
2. "I Should Have Known Better"
3. "Can't Buy Me Love"
4. "And I Love Her"
5. "Help!"
6. "You've Got to Hide Your Love Away"
7. "Ticket to Ride"
8. "Magical Mystery Tour"

Sida 2
1. "I Am the Walrus"
2. "Yellow Submarine"
3. "All You Need Is Love"
4. "Let It Be"
5. "Get Back"
6. "The Long and Winding Road"